# Елгавский уезд
Елгавский уезд (латыш. Jelgavas apriņķis) — бывшая административная единица Латвийской Республики (1920—1940) и Латвийской ССР (1940, 1944—1949). Создан в 1819 году как Добленский уезд Курляндской губернии Российской империи. После провозглашения независимости стал называться Добельским уездом.

## История
Добельский уезд в 1920 году был переименован в Елгавский уезд. В 1925 году его площадь составила 3519,6 км². Граничил с Лиепайским, Кулдигским, Тукумским, Рижским, Бауским уездами Латвии и Литвой.
Крупнейшими населёнными пунктами уезда были: Елгава, Добеле, Ауце, Бене, Элея и Руба.
В 1940 году Елгавский уезд состоял из трёх городов: Ауце, Добеле, Елгава и сорока одной волости: Аугсткалнской, Аурской, Бенской, Берзской, Букайшской, Вадакстской, Валгундской, Вецауцской, Вецвирлаукской, Вилцской, Вирцавской, Гарозской, Глудской, Джукстской, Екабниекской, Залениекской, Ильской, Калнциемской, Ливберзской, Лиелауцской, Лиелвирцавской, Лиелплатонской, Наудитской, Озолниекской, Пенкульской, Петерникской, Платонской, Рубской, Салгальской, Светской, Сесавской, Сипельской, Сникерской, Терветской, Тительской, Укрской, Шкибской, Элейской, Яунауцской, Яунсвирлаукской.
В 1940 году Елгава получила статус города республиканского подчинения и была выведена из состава уезда. 31 декабря 1949 года в результате прошедшей территориально-административной реформы Елгавский уезд был упразднён, части его территории были включены в состав Ауцского, Добельского, Элейского и Елгавского районов.